# Ipai Indijanci
Ipai, sjeverna grana Diegueño ili Kumeyaay Indijanaca, porodice Yuman, nastanjenih u krajevima što se prostiru od rijeke San Diego sjeverno do Agua Hedionda Lagoone i istočno preko Escondida do jezera Henshaw, Kalifornija. Njima su najsrodniji Tipai u krajevima južno od San Diego rivera na jug do u Baju južno od Ensenade i prema istoku do planina Laguna i preko Mount Tecate, i obje grupe govore različitim formama diegueño jezika.
Ipai danas žive na nekoliko rezervata na jugozapadu Kalifornije: Viejas, banda koja se naziva Iipay (odnosno Viejas Kumeyaay); I'ipay  na rezervatu Barona (Barona Band); Ipai na Capitan Grande; Iipaii na Inaja; Iipai na San Pasqual i Santa Ysabel; i Ipai-Tipai na Mesa Grande
Vidi Tipai. 

## Vanjske poveznice
- Viejas Kumeyaay  Arhivirana inačica izvorne stranice od 2. srpnja 2007. (Wayback Machine)
- Barona  Arhivirana inačica izvorne stranice od 16. travnja 2007. (Wayback Machine)
- Capitan Grande  Arhivirana inačica izvorne stranice od 4. kolovoza 2007. (Wayback Machine)
- Inaja  Arhivirana inačica izvorne stranice od 4. kolovoza 2007. (Wayback Machine)
- San Pasqual  Arhivirana inačica izvorne stranice od 2. srpnja 2007. (Wayback Machine)
- Santa Ysabel  Arhivirana inačica izvorne stranice od 21. travnja 2007. (Wayback Machine)
- Viejas Kumeyaay  Arhivirana inačica izvorne stranice od 2. srpnja 2007. (Wayback Machine)